# 吳尚友
吳尚友（1554年—？），字元德，號益齋，江西九江府湖口縣人，軍籍，明朝政治人物。

## 生平
萬曆七年（1579年）己卯科江西鄉試第十九名舉人，十四年（1586年）丙戌科三甲第一百四十九名進士。兵部觀政，授順德縣知縣，調澄海縣知縣，升瓊州府知府。

## 家族
曾祖吳瓊；祖父吳仲鎮；父吳伯潮。嫡母施氏；生母沈氏。慈侍下。兄吳尚仁、吳尚風、吳尚武、吳尚義，弟吳尚志、吳尚實。